# Rove, Zagorje ob Savi
Rove so naselje v Občini Zagorje ob Savi.